# Marcello Ferrada de Noli
Marcello Vittorio Ferrada de Noli (Copiapo, 25 luglio 1943) è un epidemiologo, psichiatra e attivista svedese e residente permanente in Italia.
Dottore in scienze mediche e professore emerito di Scienze della Salute Pubblica e Epidemiologia in Svezia, Ferrada de Noli è noto per le scoperte nel campo dell'epidemiologia, psichiatria e medicina sociale. Noto anche a livello internazionale come un difensore per i diritti umani, è il fondatore della ONG Swedish Doctors for Human Rights (SWEDHR). Fu uno dei fondatori del MIR, il Movimento di Sinistra Rivoluzionaria (Cile), un partito politico che in seguito divenne noto nella resistenza contro la dittatura militare di Augusto Pinochet in Cile. Fu fatto prigioniero dei militari nel 1973. Ha vissuto in esilio in Italia nel 1974, e poi in Svezia, dove è stato Professor di Epidemiologia e di Sanità Internazionale presso l'Università di Gävle e capo del Gruppo di Ricerca di Epidemiologia Transculturale e Traumatica presso il Istituto Karolinska .
Ha ottenuto il dottorato di ricerca (Ph.D.) in Psichiatria al Istituto Karolinska ed è stato in seguito ricercatore (Research Fellow) di Medicina Sociale presso la Harvard Medical School.
Durante la sua permanenza a Harvard, ha pubblicato la maggior parte delle ricerche elencate in nota, ritenute "contributi pionieristici alla ricerca epidemiologica". Il quotidiano italiano Il Foglio lo ha citato come "celebre epidemiologo".

## Biografia
Marcello Ferrada de Noli è nato in Cile da una famiglia di origine italiana, Noli, con radici genovesi, discendente del nobile ed esploratore Antonio de Noli, scopritore di Capo Verde. Suo nonno Noli Vittorio, nato a Valleregia, Serra Riccò (Genova), possedeva terreni agricoli e vigneti nelle valli di Copiapó. Il padre era un imprenditore, ex ufficiale e conosciuto nello sport equestre di salto ostacoli. La madre, Consuelo Noli Vega, docente universitaria all'Università di Concepción e artista. Dopo una formazione accademica in filosofia, antropologia e diritto all'università di Concepción, ha preso la laurea in filosofia a all'Università del Cile nel 1968. Nel 1970, all'età di 27 anni, Marcello Ferrada de Noli è diventato professore di Psicologia presso Università del Cile in Arica. All'epoca del Golpe cileno del 1973 di Augusto Pinochet, era professore presso l'Università di Concepción.
Marcello Ferrada de Noli aveva una formazione ideologica liberale classica, ma successivamente si spostò verso posizioni liberali di sinistra (socioliberalismo) e anche rivoluzionari. Nel 1964 aveva ricevuto istruzione militare a Cuba e incontrato il Comandante Ernesto Che Guevara, che sosteneva la tesi del socialismo umanista. All'età di 22 anni, Marcello Ferrada-Noli fu uno dei fondatori del MIR, il Movimento della Sinistra Rivoluzionaria. Il MIR era un partito politico cileno di sinistra, in precedenza un'organizzazione guerrigliera, fondata il 12 ottobre 1965, e in primo piano nella resistenza alla dittatura di Pinochet. Insieme al suo amico d'infanzia, e vecchio compagno di scuola, Miguel Enriquez (morto in combattimento nel 1975), e a Marco Antonio Enriquez, Ferrada de Noli fu l'autore delle tesi politico-militari del MIR, note anche come "La Tesis Insurrectional", il primo documento del MIR approvato nel suo congresso fondativo del 1965; Ferrada de Noli rappresentava le posizioni libertarie di sinistra e successivamente la "corrente umanista". Durante il governo democristiano, il presidente Eduardo Frei dichiarò il MIR illegale e Marcello Ferrada de Noli fu incluso nella lista di tredici quadri dirigenti del MIR perseguitati dal governo e che sono stati dichiarati fuggitivi. Arrestato nell'agosto 1969 Ferrada Noli fu rilasciato senza processo dopo essere stato tenuto in isolamento nella prigione di Concepción (La Cárcel). Complessivamente, Ferrada Noli fu catturato o imprigionato sette volte per le sue attività politiche in Cile durante la sua militanza nel MIR.

## Resistenza al colpo di Stato militare del 1973

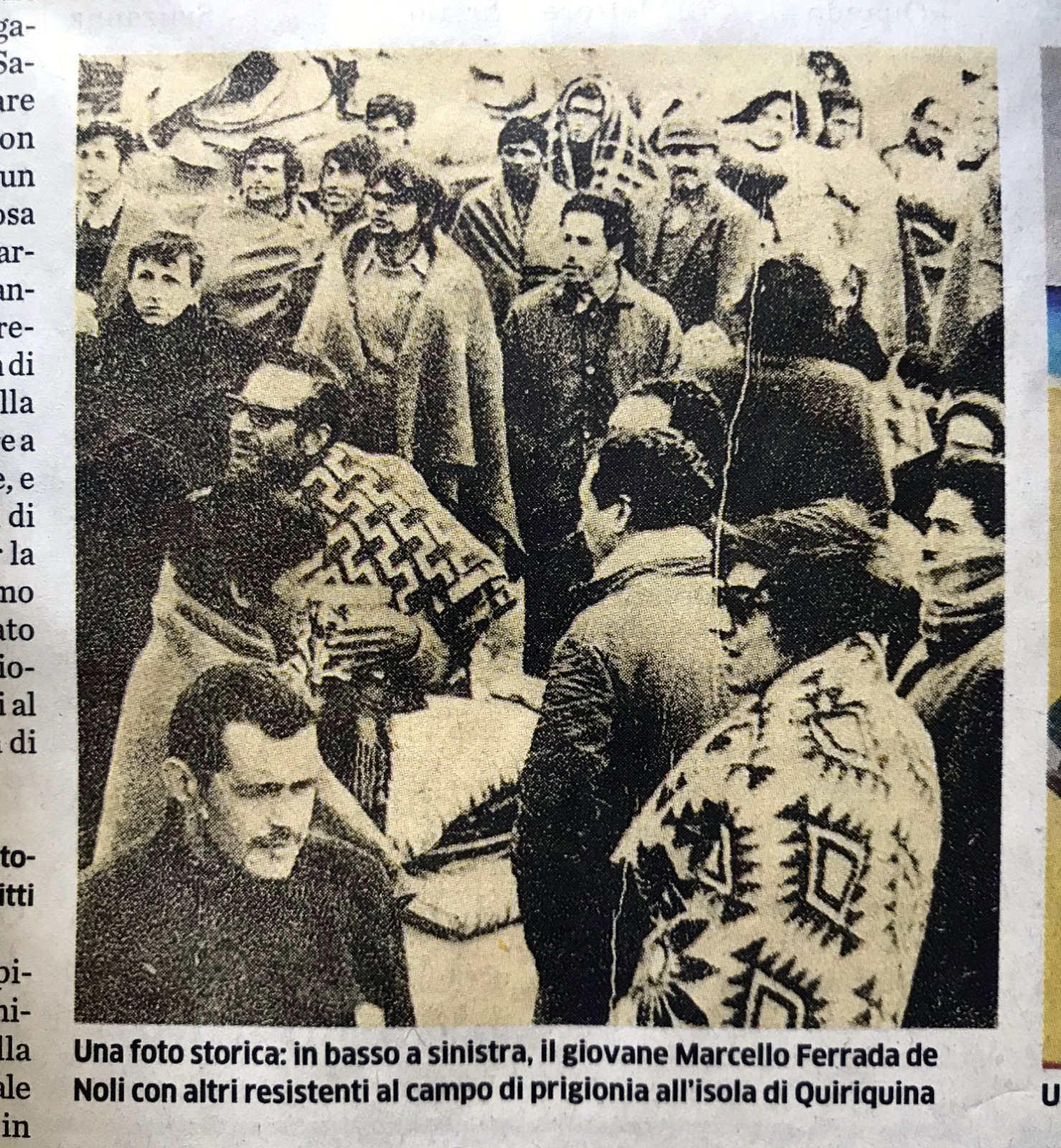
Marcello Ferrada de Noli prigioniero, Isola Quiriquina, Cile, 1973-1974

Nel libro "Storia di una morte annunciata: il colpo di Stato contro Salvador Allende, 11 settembre 1973", lo storico Oscar Guardiola-Rivera afferma che Marcello Ferrada de Noli insieme ad altri membri del MIR "lanciarono operazioni di resistenza su la notte dell'11 settembre nella città di Concepción".
Dopo la fallita resistenza del MIR ai militari nel centro di Concepcion in seguito al colpo di stato cileno del 1973, Marcello Ferrada de Noli fu catturato e tenuto prigioniero dapprima nello stadio, poi nel campo di prigionia sull'isola di Quiriquina. In una foto d'epoca apparsa sul quotidiano La Tercera, appariva tra i prigionieri descritti come "estremisti che hanno attaccato le forze militari con armi da fuoco"
In un articolo sul professore, L'Eco di Bergamo ha pubblicato 2019 un'altra foto di Ferrada de Noli dei tempi in cui era prigioniero nell'isola della Quiriquina.
Dopo la liberazione, si recò in Italia per testimoniare al Tribunale Russell, che indagava sulle violazioni ai diritti umani in Cile e nell'America Latina. In seguito, essendo stato assegnato dal MIR alla Svezia, fu considerato rifugiato politico secondo la Convenzione di Ginevra in quel paese, patrocinato dall'avvocato di Amnesty International e membro del Parlamento svedese Hans Göran Franck. Durante l'esilio in Svezia, Ferrada de Noli rimase operativo nel Comitato Estero del MIR fino al 1977; l'ultimo incarico fu come capo delle operazioni di controspionaggio del MIR per il paesi dell´Europa del Nord al tempo dell'Operazione Condor di Pinochet. Lasciò definitivamente il MIR nel 1977, dopo un confronto ideologico irrisolto con la nuova leadership del MIR, che sosteneva una politica di ampia coalizione con il Partito Comunista e la Democrazia Cristiana (PDC), a cui Ferrada-Noli era contrario.

## Ricerca
Ferrada-Noli ha scoperto diversi indicatori psichiatrici ed epidemiologici collegati ai comportamenti suicidi in contesti transculturali. Uno era la frequente associazione scoperta da Ferrada de Noli e collaboratori nel 1998 fra la diagnosi di DPTS (disturbo post-traumatico da stress) e una storia di trauma grave associato a lesioni, come la tortura in prigionia, nel meccanismo dei metodi suicidi. Altre scoperte facevano riferimento all'accresciuta prevalenza del comportamento suicida associato a comorbilità psichiatrica del DPTS, e in particolare a un'insorgenza ritardata di DPTS. In precedenza (1996) la sua ricerca aveva indicato che sono i sintomi clinici di DPTS, e no “fattori culturali”, quelli decisivi in la causalità del comportamento suicidario fra i rifugiati traumatizzati.
Un'altra scoperta fu la l'elevata (significante i termini statistici) rappresentazione di immigrati nell'epidemiologia dei suicidi in Svezia. Il fenomeno fu riferito per la prima volta da Ferrada de Noli nel 1990 i Bologna come tendenza statistica, e poi, nel 1994, presentando dati statistici che dimostrano come lo status di immigrato sia un fattore di rischio nelle morti per suicidio in Svezia. In uno studio a livello nazionale del 1996, ha riferito qui la stima di rischio relativo di suicidio per gli immigrati in tutta la Svezia è di 1,5 volte superiore a quello di un nativo svedese. Poiché gli immigrati nati all'estero sono 16% della popolazione svedese, la scoperta aveva anche rilevanza politica e richiedeva riforme. Ciò fu enfatizzato ulteriormente quando, in una successiva indagine (1997), De Noli et al. dimostrarono che, in confronto ai nativi svedesi, significativamente meno immigrati morti per suicidio avevano cercato aiuto per le loro crisi; fra coloro che avevano chiesto aiuto ai servizi di ambulatorio psichiatrico, ne era stato ammesso alle cure un numero significativamente minore di quello dei nativi svedesi.
Inoltre, gli vengono riconosciute numerose scoperte sull'impatto negativo della povertà e di indicatori socioeconomici sfavorevoli sull'incidenza dei suicidi. Questa serie di pubblicazioni di ricerca includeva nel 1997 la confutazione, su basi empiriche, delle "ipotesi socioeconomiche di incidenza del suicidio" (Emile Durkheim, 1897) che avevano prevalso per cento anni. Le conclusioni di Ferrada de Noli sulla correlazione negativa fra povertà e suicidio in Svezia furono inizialmente messe in discussione da David Lester, illustre ricercatore sui suicidi e seguace, da questo punto di vista, della Scuola Durkheim. Tuttavia, uno studio svedese condotto su un periodo di un decennio all'Università di Stoccolma da Sara Magnusson e Ilkka Mäkinen utilizzando dati epidemiologici su ambito nazionale, ha confermato le scoperte iniziali di Ferrada de Noli.
Gli è anche riconosciuta l'identificazione di una nuova categoria diagnostica fra i comportamenti suicidi (il Metasuicidio, riferito alle morti violente in cui l'intento letale auto-inflitto è deliberatamente nascosto).
I risultati della ricerca di Ferrada de Noli sono anche stati riportati nei principali quotidiani svedesi e le reti televisive e hanno permesso di migliorare gli strumenti per la valutazione clinica del rischio di suicidio, e aiutano a identificare le popolazioni a rischio di morte per suicidio. I risultati della ricerca sono anche indicati in testi enciclopedici o documenti di politica sanitaria dell'Istituto nazionale svedese della sanità pubblica e il Parlamento svedese.

## Diritti umani
Dopo che ha dato la sua testimonianza sulla violazione dei diritti umani in Cile, presso il Tribunale Russell a Roma nel 1974, Ferrada de Noli divenne membro della Segreteria Scientifica del Tribunale. Successivamente è stato attivo in Amnesty International, sezione svedese. Nel 1998, come Professore dell'Università di Tromso in Norvegia, Ferrada-Noli chiese pubblicamente l'estradizione di Augusto Pinochet, all'epoca a Londra, perché fosse processato in Scandinavia. La causa legale è stata presentata per la sparizione, durante la prigionia, dei suoi amici e militanti del MIR Bautista van Schouwen e Edgardo Enriquez. Nel 2005 De Noli ha iniziato in Svezia un blog sui diritti umani ("Professors Blog - diritti umani per tutti"). Un tema principale nel blog è stato la difesa di Wikileaks e la causa dei diritti umani del suo fondatore Julian Assange, e successivamente Edward Snowden. Nel marzo 2012 De Noli ha fatto una protesta silenziosa presso la Corte suprema di Londra contro la sentenza di estradizione di Assange chiesto dalla Svezia. Nel 2015 inizia la pubblicazione di The Indicter, rivista online di geopolitica e diritti umani. Varie analisi pubblicata da Ferrada de Noli sono stati divulgate da Wikileaks nella social media.
In Svezia, e pure in Norvegia, ha partecipato al dibattito pubblico e più volte è stato intervistato in televisione nazionale e per la stampa sia per quanto riguarda la sua ricerca, sia per quanto riguarda la sua attività per i diritti umani.

### Il caso Assange e il Premio Nobel per la Pace
Un'intervista fatta a Stoccolma dalla televisione russa, RT, nel 2012, in cui Ferrada de Noli spiegato la sua tesi su quel caso di estradizione in Svezia contro Julian Assange è per cause politiche, ha provocato polemiche in Svezia. In un dibattito radiofonico con Ferrada de Noli, il direttore del giornale svedese Expressen ha caratterizzato tale posizione come "teoria cospirativa". Nel 2013, Ferrada de Noli, nella sua condizione di professore scandinavo, ha proposto al Comitato per il Premio Nobel che Edward Snowden deve essere onorato con il Premio Nobel per la Pace. L'Eco di Bergamo (19 Gennaio 2019) ha intervistato De Noli e gli ha chiesto "Perché, non si tratta forse di unattività illegale e criminosa?" De Noli ha risposto, "Ciò che Assange e WikiLeaks hanno denunciato possono essere considerate criminali dal diritto internazionale".
Nel febbraio 2023, France Soir pubblica: “il professore emerito e presidente dell'Associazione Medici svedesi per i diritti umani (SWEDHR) difende la sua scelta di nominare Julian Assange per il Premio Nobel per la Pace 2023…Assange è per lui portatore di trasparenza, chiunque sia stato il pioniere dell'unico antidoto alle guerre basate sull'inganno…perché la trasparenza porterà non solo alla responsabilità, ma alla pace mondiale fondata sulla ragione. La ragione è più necessaria che mai di fronte alla minaccia nucleare".

## Controversie internazionali
Nel 2017 la Swedish Doctors for Human Rights (SWEDHR) ha presentato una valutazioni mediche sull'attività di salvataggio da Caschi Bianchi (difesa civile a Idlib, territorio governato da gruppi jihadisti che si oppongono al governo siriano) che mettono in dubbio la veridicità dei rapporti e quindi anche l'esistenza dell'attacco di 'gas cloro' che i Caschi Bianchi hanno riportato a Sarmin, Idlib, nel marzo 2015, e di 'gas sarin' a Khan Shaykhun 2017.  Dopo che l'ambasciatore siriano alle Nazioni Unite si è avvalso delle indagini di Ferrada de Noli al Consiglio di sicurezza nell'aprile 2017, la reazione contro Ferrada de Noli è stata compatta da parte della stampa svedese ed europea che ha sostenuto l'opposizione anti Assad (e.g. Dagens Nyheter,, Le Figaro Der Spiegel, Libération, Aftonbladet). Il professore ha risposto a ciascuno degli attacchi in ulteriori interviste, sulla rivista The Indicter, e anche sulla rivista dell'associazione medica svedese.
Nel novembre 2017 Ferrada de Noli è stata invitata a presentare una sintesi delle sue analisi al Club Suisse de la Presse. La presentazione è andata a buon fine nonostante l'opposizione delle organizzazioni dei media che difendevano la versione dei Caschi Bianchi. Un'ulteriore analisi epidemiologica di De Noli che mette in dubbio i risultati preliminari dell'Organizzazione per la proibizione delle armi chimiche (OPCW) sull'attacco chimico a Khan Shaykhun, è stata incorporata nel novembre 2017 come documento ufficiale del Consiglio di sicurezza delle Nazioni Unite.
Nel febbraio 2018, il Segretario della Difesa James Mattis ha dichiarato che gli Stati Uniti non aveva prove dirette del citato attacco di gas sarin.  Una settimana dopo il ministro della Difesa francese ha detto lo stesso sulle accuse di gas cloro.

## Covid-19
Il professore De Noli ha raccomandato la strategia del lockdown e della vaccinazione come strumenti principali per combattere la pandemia. In diverse pubblicazioni e interviste internazionali ha anche criticato la strategia svedese nel 2020, che secondo lui "colpisce i poveri e gli anziani". In Italia ha voluto acquistare con i propri soldi 740 unità del vaccino russo Sputnik V, per donare ai residenti di età pari o superiore a 70 anni del Comune di San Giovanni Bianco, Bergamo. L'iniziativa è stata inizialmente accolta con favore, ma le autorità locali hanno successivamente annunciato che non procederanno perché lo Sputnik V non è stato approvato dall'Agenzia europea per i medicinali (EMA).

## Riconoscimenti accademici

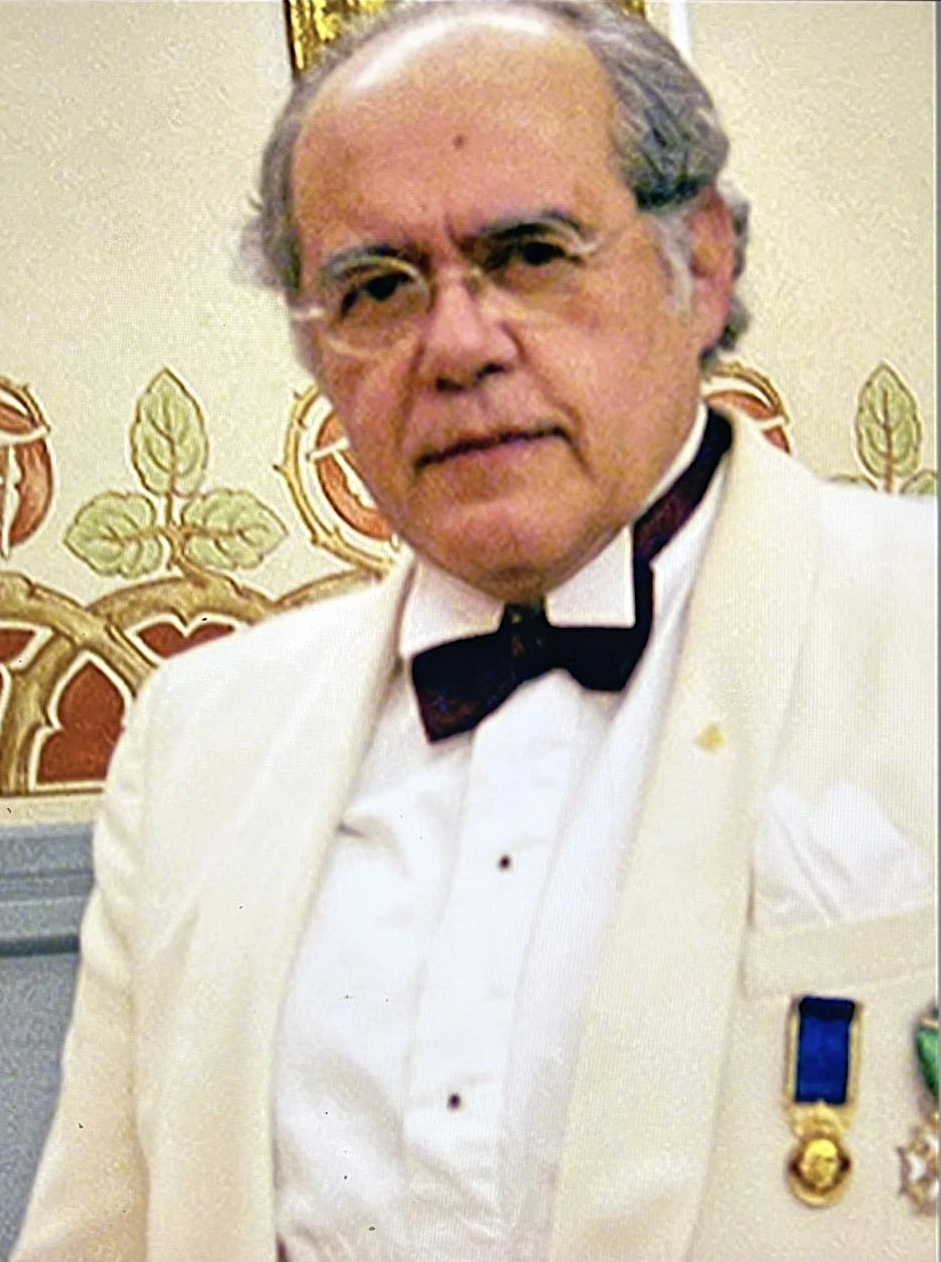
Il prof. Ferrada de Noli ha ricevuto nel 2007 la medaglia del governo svedese “Per lo zelo e l’onestà nel servizio del Regno”.

Il 30 giugno 2005, a Cuba, Marcello Ferrada de Noli ha ricevuto il titolo accademico di Professore Invitato dell'Istituto Superiore delle Scienze Mediche dell'Avana, "per il suo impegno al miglioramento della vita umana" e, fra l'altro, "per il suo contributo pionieristico alla ricerca epidemiologica, specialmente nei suoi studi internazionali sul fenomeno dei suicidi fra immigrati e rifugiati". Nell'Elogio Accademico che accompagnava il diploma venivano anche elencati i suoi principali risultati. Il 14 marzo 2006 ha ricevuto dall'Università del Cile la nomina ad honorem di Professore Aggregato alla Scuola di Salute Pubblica, "in riconoscimento per la collaborazione fornita ai programmi educativi della scuola di medicina". Ha ricevuto il premio accademico Menzione di Merito dell'Università Autonoma del Nuovo Leon, per il suo libro "Teoria e metodo della coscientizzazione", pubblicato in Messico nel 1972. Infine, al pensionamento, ha ricevuto il titolo distintivo di Professore Emerito di Scienze della Salute Pubblica dell'Università svedese di Gävle "per i meritori servizi accademici" (1º luglio 2007).
Marcello Ferrada de Noli si è ritirato dall'attività accademica a tempo pieno nel 2008. Il suo ultimo contributo all'epidemiologia psichiatrica internazionale e transculturale è stato come coautore dell'Oxford Textbook of Suicidology. Come professore emerito, ha proseguito fino al 2012 gli impegni accademici come Senior Adviser al Dipartimento di Immunologia dell'Università di Stoccolma e ha partecipato a programmi post-laurea d´insegnamento in Africa. È stato anche nominato dal governo svedese (Ministero dell'Istruzione e della
Ricerca) come membro scientifico del Comitato Etico di Ricerca di Uppsala nel 2005; l'incarico è stato prorogato dal nuovo governo nel 2009 e 2012.

## Arte de Noli
Il professore de Noli ha inoltre mantenuto un'attività pittorica, non commerciale, e le sue opere sono state presentate in mostre d'arte a Roma e Stoccolma. I suoi lavori sono stati principalmente ritratti
e pittura figurativa caratterizzata da motivi politici. La sua prima mostra documentata in Italia si è tenuta presso Feltrinelli Editore in Roma nel 1974; e la sua ultima mostra, organizzata dell'ambasciata dal Cile a Stoccolma nel 2004. Nel 1977 è stata organizzata da Amnesty International una mostra d'arte di Ferrada de Noli presso il Palazzo della Cultura di Stoccolma (Kulturhuset), con il tema “Los desaparecidos” (gli scomparsi).

## Libri
- 1962 Cantos de Rebelde Esperanza (Poesia)[96]
- 1969 Universidad y Superstructura (Filosofia)[97]
- 1972 Teoría y Método de la Concientización (Psicologia sociale)[98]
- 1982 The Theory of Alienation and the Diathesis of Psychosomatic Pathology (Filosofia, psichiatria)
- 1993 Chalice of Love (Filosofia, narrativa)[99]
- 1993 Efter tortyr (Coautore) (Tortura, psichiatria)[100]
- 1995 Psychiatric and Forensic Findings in Definite and Undetermined Suicides (Epidemiologia, psichiatria forense)[101]
- 1996 Posttraumatic Stress Disorder in Immigrants to Sweden (Psichiatria)[102]
- 2005 Fighting Pinochet (Biografico, politica, storico)[103]
- 2007 Theses on the cultural premises of pseudoscience(Filosofia, epistemologia, epidemiologia)[104]
- 2009 Oxford Textbook of Suicidology and Suicide Prevention (Coautore) (Psichiatria)[105]
- 2013 Da Noli a Capo Verde. Antonio de Noli e l’inizio delle scoperte del nuovo mondo (Co-autor) (Storico)[106]
- 2013 Antonio de Noli And The Beginning Of The New World Discoveries (Editor) (Coautore) (Storico)[107]
- 2014 Sweden VS. Assange. Human Rights Issues (Geopolitica, derechos humanos)[108]
- 2016 Prólogo a Orígenes del MIR (Politica, storico)
- 2018 Con Bautista van Schouwen (Biografico, politica, storico)[109]
- 2019 Bautista van Schouwen. Que la dignidad se haga costumbre (Coautore) (Biografico, politica, storico)[110]
- 2019 Pablo de Rokha y la joven generación del MIR (Letteratura, politica, storico)[111]
- 2019 Sweden's Geopolitical Case Against Assange 2010-2019 (Geopolitica, storico, diritti umani)[112]
- 2020 Rebeldes Con Causa (Autobiografico, politica, storico, diritti umani)[113]
- 2021 Lo Paradojal de la Vida. Reflexiones dialécticas[114]
- 2021 Los que fundamos el MIR (Politica, storico)[115]
- 2021 Amore e Resistenza (Poesia)[116]
- 2021 La mujer de Walter y otras historias (Ficción)[117]
- 2021 Kejsarens utbrända kläder (Psichiatria, epidemiologia)[118]
- 2021 Si Bemol de Combate (Poesia)[119]
- 2021 Esistenza Dialettica (Traduzione spagnola del libro Lo Paradojal de la Vida)[120]
- 2021 Mi Lucha Contra Pinochet (Traduzione italiana del libro Fighting Pinochet )[121]